# David Copperfield (film 1913)
David Copperfield è un film muto del 1913 sceneggiato e diretto da Thomas Bentley.

## Produzione
Il film fu prodotto dalla Hepworth.

## Distribuzione
Distribuito dalla Walturdaw, il film uscì nelle sale cinematografiche britanniche nell'agosto 1913. La Blinkhorn Photoplays lo distribuì negli Stati Uniti il 1º dicembre dello stesso anno.
Esistono più copie della pellicola: un positivo 28 mm e un positivo 16 mm conservato negli archivi della EmGee Film Library. Il film è uscito nel mercato dell'Home Video in versione DVD e in VHS dalla Grapevine Video.